# August Wilhelm von Hofmann
August Wilhelm von Hofmann, född 8 april 1818 i Giessen, död 5 maj 1892 i Berlin, var en tysk kemist. Hofmann upptäckte Hofmannelimination, som är en vanlig kemisk reaktion inom den organiska kemin.
Hofmann arbetade en tid som assistent hos Justus von Liebig, blev 1845 extra ordinarie professor i Bonn, men anställdes samma år som lärare vid den nyinrättade College of Chemistry i London. Åren 1856–1865 var han wardein vid brittiska myntverket och valdes 1861 till president för Chemical Society. Åren 1864–1865 var han professor i Bonn och sedan 1865 i Berlin, där han även var professor i kemi vid Friedrich-Wilhelms-institutet. I Berlin gav han en ny väckelse åt den kemiska forskningen, i synnerhet genom det av honom 1868 stiftade Deutsche Chemische Gesellschaft.
Hofmanns vetenskapliga arbeten behandlar främst den organiska kemin. Hans arbeten över anilin, över ammoniak och dess derivat bidrog i väsentlig mån till typteorins utveckling, och i den riktningen fortgick kemin sedan under åratal. Även den metod, som han använde vid framställningen av de organiska baserna, vann allmän betydelse. Synnerligen viktiga var likaledes hans undersökningar över fosforbaser, polyaminer, cyanföreningar o.s.v. Han gjorde 1858 den för industrin betydelsefulla upptäckten av anilinfärgerna. Han tilldelades Royal Medal 1854 och Copleymedaljen 1875.
Bland hans övriga arbeten märks hans ytterst värderika rapport över de ur stenkolstjära erhållna färgämnena på Parisutställningen 1867 samt hans tillsammans med en mängd andra forskare med anledning av Wienexpositionen 1873 utarbetade Entwickelung der chemischen Industrie des letzten Jahrzehnts. Som läroboksförfattare intog han en hög rang genom sin Introduction to Modern Chemistry (1865). Han erhöll 1888 personligt och 1890 ärftligt adelskap och var ledamot av sin tids flesta vetenskapliga samfund (av svenska Vetenskapsakademien från 1872).